# 莱岑丹-福尔堡
莱岑丹-福尔堡（荷蘭語：Leidschendam-Voorburg，荷蘭語：[ˌlɛitsə(n)dɑɱˈvoːrbʏr(ə)x] ⓘ）是荷兰南荷兰省的一个市镇，于2002年由原市镇莱岑丹与福尔堡合并而成。该市镇辖区35.62km²，人口78246（于2024年）。